# Dánao
En la mitología griega, Dánao (en griego Δαναός) era el hermano gemelo de Egipto. Ambos eran hijos del mítico rey egipcio Belo y de la hija del dios fluvial Nilo, la náyade Anquínoe. Por parte de su padre descendía de Poseidón y la ninfa Libia, o bien Dánao era hijo de Belo y Side, epónima de la fenicia Sidón. Sus cincuenta hijas son conocidas como las danaides.
El mito de Dánao es una leyenda de fundación (o refundación) de Argos, una de las principales ciudades micénicas del Peloponeso. En la Ilíada de Homero, se designa comúnmente como «dánaos» (‘tribu de Dánao’) y «argivos» a las fuerzas griegas enfrentadas a los troyanos.

## Mito
A la muerte de su padre Belo, su hermano Egipto, soberano del Nilo, emprende una campaña contra Árabo, hijo de su hermana Tronia, conquistando así Arabia. Dánao a su vez gobernaba el territorio de su abuela Libia, mucho más extenso que el del Nilo. Egipto, de gran ambición, amenaza la vida de Dánao y su descendencia y este ha de huir de su reino junto a sus hijas a través de un barco —según Apolodoro, Dánao fue el primero en construir una nave— por consejo de Atenea. Primero llega hasta la isla de Rodas, donde presentaría ofrendas a los dioses y erige un templo y una estatua de Atenea Lindia.
Después, Dánao y sus hijas llegan hasta la Argólida, y tras desembarcar en Epidauro, aunque también existía la tradición de que fue en Apobatmos, cerca de Genesio y es recibido por los argivos. Gelánor, su rey, los acoge en su casa de Argos, ciudad a la que Dánao está ligado por su ancestro Ío. 
Dánao reclamó el trono de Argos y tras una disputa ante Gelánor en la que ambos trataron de hacer valer sus derechos, el pueblo aplazó la decisión hasta el día siguiente. Entonces, interpretaron un ataque que ocurrió al amanecer de ese día en el que un lobo venció a un toro: identificaron el lobo con Dánao y le otorgaron el reino.
En otro evento mítico se relata que la Argólida padeció una atroz sequía. En una de sus excursiones por los campos de Argos, la hija de Dánao, Amimone, lanza una flecha a lo que ella cree ser un cervatillo, sin embargo, le acierta a un sátiro que dormitaba en el bosque. El sátiro, furioso, intenta forzarla aunque Poseidón interviene y salva a la muchacha, entregándose ésta al dios. En agradecimiento Poseidón le muestra las fuentes de Lerna. En otra versión, las Danaides trajeron el agua a Argos al descubrir gran número de pozos.
Dánao, educado en el Nilo, reveló a los argivos los cultivos con el arado y el riego, e introdujo la escritura, honor que comparte con Cadmo.
Siendo Dánao rey de Argos, llegó a Egipto la noticia de la fortuna de su hermano y mandó emisarios para fomentar con él la concordia a través del matrimonio de sus cincuenta hijos con sus cincuenta hijas. Dánao aceptó dicho enlace, mas calló su intención de vengar todos los martirios que por culpa de su hermano había padecido. Llegados los príncipes de Egipto, casó por la fuerza a sus hijas, y a todas ellas proveyó de una daga, con la que en la noche de boda, ellas dieron muerte a sus maridos. Todas excepto Hipermnestra que perdonó la vida del suyo, Linceo, pues fue este el único que respetó la voluntad de esta de permanecer virgen. Hipermnestra y Linceo reinaron con posterioridad en Argos originando la Dinastía Danáide.
Dánao decapitó a los príncipes muertos de Egipto, y mandó enterrar sus cabezas en Lerna. Desde entonces Lerna vino a convertirse en un pantano nauseabundo, futura vivienda de la Hidra. Por el crimen cometido, las Danaides fueron perseguidas por las Furias, y arrojadas al Hades donde recibieron como castigo, con la excepción de Hipermnestra, llenar con agua una tinaja agujereada.
Hecateo de Mileto atribuye a Dánao la invención de la escritura griega.
Efectivamente, Dánao inventó esto para sus hijas: como nadie quería casarse con ellas a causa de su crimen, Dánao anunció que las daría en matrimonio sin dar dote al padre de la novia a cada uno la que le gustase por su belleza. Instituyó una competición de carreras entre los no muchos hombres que llegaron, y el primero que llegó pudo elegir antes que los otros, y después de él el segundo, y así hasta el último; las hijas que quedaban debían esperar a que llegaran otros pretendientes y otro certamen de carreras.
Unos dicen que Linceo mató finalmente a Dánao en venganza por las muertes de sus hermanos y otro más aseguran que Linceo consiguió por fin la paz entre Dánao y Egipto.

## Descendencia
Fama es que Dánao engendró cincuenta hijas, conocidas colectivamente con el nombre de Danaides, aunque las fuentes no se ponen de acuerdo con el nombre de la consorte. Hipóstrato, por ejemplo, dice que Dánao engendró a las cincuenta muchachas con Europa, una náyade hija del Nilo. Otras fuentes refieren que Dánao se desposó con Melia en tanto que su hermano Egipto hizo lo propio con Isea; ambas muchachas eran hijas de Agénor y Damno.
Este es el recuento de la nómina de Danaides individuales que nos ofrece Apolodoro, dividida según las consortes de Dánao:
- Con una tal Elefantis: dos hijas (Hipermestra y Gorgófone).
- Con Europa, una princesa: cuatro hijas (Autómate, Amimone, Ágave y Escea).
- Con unas ninfas hamadríades, ora Atlantea, ora Febe: un total de diez hijas (Hipodamía, Rodia, Cleopatra, Asteria, Hipodamía, Glauce, Hipomedusa, Gorge, Ifimedusa y Rode).
- Con una mujer etíope innominada: siete hijas (Pirene, Dorio, Fartis, Mnestra, Evipe, Anaxibia y Nelo).
- Con una tal Menfis: tres hijas (Clite, Esténele y Crisipe).
- Con la ninfa náyade Polixo: once hijas (Autónoe, Téano, Electra, Cleopatra, Eurídice, Glaucipe, Antelea, Cleodora, Evipe, Érato, Estigne y Brice).
- Con una tal Pieria: seis hijas (Actea, Podarce, Dioxipe, Adite, Ocípete y Pilarge).
- Con una tal Herse: dos hijas (Hipódice y Adiante).
- Con una tal Crino: cuatro hijas (Calídice, Eme, Celene e Hiperipe).

Higino da otra nómina de nombres diferentes. De la misma manera es el único autor que dice que hijo de Dánao (si es que se trata del mismo personaje) fue un tal Foco, referido solamente como un arquitecto y como uno de los que marcharon a Troya para atacarla.
Boccaccio dice que de las cincuenta danaides solo se conocen los nombres de tres de ellas: Hipermestra, Amimone y Bona. Bona se casó con Atlante y con él engendró a Electra.